# Professor Layton
Professor Layton (яп. レイトン教授 Рэйтон кё:дзю, букв. «профессор Лейтон») — серия компьютерных игр в жанрах приключенческой игры и головоломки, созданная компанией Level-5. Франшиза Professor Layton включает в себя семь игр основной серии, два спин-оффа (включая кроссовер с другой серией квестов — Ace Attorney от компании Capcom), анимационный фильм Professor Layton and the Eternal Diva и телевизионный аниме-сериал.
В первых трёх играх повествуется о профессоре археологии Хершеле Лейтоне и его ученике Люке Трайтоне, которые расследуют различные загадочные случаи. Следующие три игры и фильм являются приквелами — в них рассказывается о том, как Хершел и Люк познакомились. В спин-оффе Layton Brothers: Mystery Room и седьмой игре основной серии, Layton's Mystery Journey, игроку предстоит играть за детей Лейтона и их спутников.
Professor Layton стала первой самостоятельной серией разработчика Level-5, ранее занимавшегося исключительно разработкой игр для других компаний. После выпуска таких проектов, как Dark Cloud, её сиквела Dark Chronicle, Rogue Galaxy и Dragon Quest VIII: Journey of the Cursed King, студия решила создать свою собственную игру, которой стала Professor Layton and the Curious Village.
Professor Layton получила положительный приём критиков: по данным сайта Metacritic, все игры серии, кроме Layton’s Mystery Journey, получившей «смешанные или средние» оценки, удостоились «в основном положительных» отзывов. По данным издателя, серия разошлась тиражом более 18 миллионов копий, что делает её самой продаваемой франшизой компании Level-5.

## История
Компания Level-5 была основана в октябре 1998 года. Её руководителем стал Акихиро Хино — будущий создатель серии игр про профессора Лейтона. Первоначально компания разрабатывала игры в сотрудничестве с более крупными корпорациями — Sony Computer Entertainment и Square Enix. Так вышли на рынок ролевая игра Dark Cloud, её сиквел Dark Chronicle, а также JRPG Rogue Galaxy и Dragon Quest VIII: Journey of the Cursed King. Но в середине 2000-х студия решила заняться играми собственного производства.
Геймплейная концепция франшизы родилась из любви Акихиро Хино к популярным в Японии книгам с головоломками Atama no Taisou (яп. 頭の体操 Атама но тайсо:, букв. «Гимнастика для мозга»). Для разработки внутриигровых головоломок он даже пригласил автора этих книг — Акиру Таго, который впоследствии участвовал в разработке всех игр основной серии. По словам Хино, когда разработчики попытались вставить головоломки из книг, некоторые из них не подходили под формат консоли. Поэтому они отобрали наиболее уместные, а также попросили Таго придумать новые.
Во время создания игры в Level-5 поняли, что на Nintendo DS тогда был очень популярен формат программ для тренировки мозга. Чтобы выгодно выделить новый проект из массы конкурентов, Хино решил добавить в игру сюжет и персонажей. Он придумал английский сеттинг игры, который разрабатывался с оглядкой на «исторический, романтичный европейский стиль», а также двух протагонистов — Хершела Лейтона, выступавшего в роли детектива наподобие Шерлока Холмса, и его ассистента Люка Трайтона. В более позднем интервью Хино отмечал, что одним из прообразов для главного героя игры выступил Феникс Райт: он создавал Лейтона, исходя из плохих и хороших сторон Райта.
Плодом сотрудничества Level-5 и Акиры Таго стала вышедшая в 2007 году Professor Layton and the Curious Village, возымевшая коммерческий успех и благосклонный приём критиков: за первый год игра продалась в Японии тиражом 700 000 копий, а согласно сайту-агрегатору Metacritic, игра получила «преимущественно положительные» отзывы. Уже во время разработки первой части серия задумывалась как трилогия, поэтому за Curious Village последовали ещё две игры — Professor Layton and Pandora’s Box и Professor Layton and the Unwound Future. Положительный приём этих игр и всей трилогии в целом привёл к выходу трилогии приквелов.
Первая игра из трилогии приквелов, Professor Layton and the Last Spectre, начала разрабатываться в том числе после вопросов игроков о том, закончилась ли серия на Unwound Future. Эти вопросы навели Хино на мысль о своеобразном «втором сезоне». Вместе с Last Spectre в 2009 году была анонсирована анимационная адаптация серии. Она вышла в декабре 2009 года, через месяц после релиза Last Spectre в Японии, и получила название Professor Layton and the Eternal Diva. После выхода мультфильма началась работа над его сиквелом и игровым фильмом по мотивам серии, но их выход так и не состоялся.
Следом, в 2011 году, вышла вторая игра трилогии — Professor Layton and the Miracle Mask. Она стала первой игрой серии, которая разрабатывалась не для платформы Nintendo DS, а для более новой консоли — Nintendo 3DS. Следствием этого стало изменение графического стиля: он перешёл от двухмерных спрайтов к трёхмерным моделям. Также в Miracle Mask появился новый режим игры, где игрок принимает роль 17-летнего Лейтона, которого нужно провести через комнаты в древних руинах, избегая различные препятствия и встречи с врагами.
После релиза Miracle Mask свет увидели два спин-оффа. Первым из них стал Layton Brothers: Mystery Room, выпущенный на японском рынке в сентябре 2012 года. В нём протагонистом выступает Альфонсо Лейтон, сын Хершела. Ему и его помощнице Люси Бейкер предстоит раскрывать преступления, исследуя места преступлений и разбираясь в уликах. В ноябре того же года состоялся релиз кроссовера между сериями Professor Layton и Ace Attorney — Professor Layton vs. Phoenix Wright: Ace Attorney. Сценарий для игры написал Сю Такуми, создатель Ace Attorney. Разработка велась в тесном сотрудничестве двух компаний — Level-5 и Capcom.
В 2013 году вышла последняя игра из трилогии приквелов — Professor Layton and the Azran Legacy. Акихиро Хино заявил, что это последняя игра, в которой в качестве протагониста будет выступать профессор Лейтон. По словам разработчиков следующей части, это было сделано с целью «вернуть серию к истокам»: они посчитали, что масштаб проблем, которые решал Лейтон, рос от игры к игре, достигнув в конце концов апогея; смена протагониста помогла бы открыть новый простор для развития сюжета.
Седьмая игра серии, Layton's Mystery Journey, вышла в 2017 году. Одним из отличий этой части от предыдущих стала смена протагониста: вместо Хершела Лейтона главной героиней стала сыщица и его дочь Кэтриел.
В феврале 2023 года на мероприятии Nintendo Direct была анонсирована новая игра в серии — Professor Layton and The New World of Steam. Выход игры запланирован на 2025 год на платформе Nintendo Switch. Ввиду смерти Акиры Таго, за головоломки отвечал коллектив QuizKnock — авторы одноимённого YouTube-канала, посвящённого различным задачам и головоломкам. По времени действия New World of Steam расположена после «первой трилогии», закончившейся на игре Professor Layton and the Unwound Future.

## Игровой процесс

Скриншот, показывающий экран решения головоломок. На верхнем экране консоли даны инструкции, на нижнем необходимо ввести ответ. Изображена первая головоломка игры Professor Layton and the Curious Village

В своей основе игры серии Professor Layton являются квестами с управлением point-and-click. Бо́льшую часть игры игрок должен исследовать окружающий мир, нажимая на статичный фон локации, и таким же образом разговаривать с другими персонажами. В некоторых местах на локациях могут быть спрятаны различные бонусы, например так называемые «монетки-подсказки» (англ. Hint Coins), которые присутствуют во всех играх основной серии. Игрок может потратить их при решении головоломок. Так же могут быть спрятаны некоторые предметы для мини-игр и головоломки.
Решение головоломок — другая часть игрового процесса. После разговоров с некоторыми персонажами, а также при исследовании локаций игроку будут предлагаться головоломки, выполненные как отдельный режим. На верхнем экране консоли даётся такая информация, как порядковый номер загадки, количество пикарат (валюта, используемая для разблокирования дополнительных головоломок), которое получит игрок при правильном решении, и присутствующих в данный момент «монеток-подсказок». Также там есть условие головоломки, по которому необходимо найти её решение. Для игр серии характерно большое разнообразие типов головоломок, которые включают в себя логические, математические головоломки, задачи со спичками, лабиринты и прочие. На нижнем экране игрок должен ввести решение. У игрока бесконечное количество попыток, однако при ошибке уменьшается количество пикарат, получаемое при отгадке. При решении головоломок доступна система подсказок. Каждая головоломка имеет три (начиная с Unwound Future — четыре) подсказки, которые можно «купить» с помощью собираемых на локациях «монеток-подсказок». Одна подсказка стоит одну монетку. В третьей и последующих частях появляется «суперподсказка», которая максимально раскрывает ответ, но стоит две монетки. По мере продвижения игрока по сюжету он может лишиться возможности решить некоторые головоломки там, где они находились изначально (например, из-за потери доступа к локации, где она находилась). В таком случае они становятся доступны в специальных местах. В первых двух частях этим местом была «избушка загадок» (англ. Puzzle Shack).
Также для серии Professor Layton характерны мини-игры, которые находятся в меню под названием «чемоданчик Лейтона» (англ. Layton’s Trunk). В каждой части представлены по три такие игры, каждая из которых отличается друг от друга. За выполнение заданий, которые даются в этих мини-играх, игрок может получить различные награды и бонусы. Например, в Curious Village из деталей, которые игрок находит по мере прохождения, можно собрать собаку-робота, которая будет указывать на места, где спрятаны «монетки-подсказки».
После прохождения сюжетного режима игроку получает возможность решать головоломки повышенной сложности. Вплоть до закрытия сервиса Nintendo Wi-Fi Connection в 2014 году игроки могли скачать дополнительные головоломки, которые обновлялись еженедельно в течение определённого срока.

## Сюжет

### Сеттинг
Действие всех игр серии происходит в Великобритании, в Лондоне и его окрестностях. В первой и четвёртой частях игрок посещает небольшие поселения — деревушку Сент-Мистере и городок Мистхоллери соответственно. Во второй части присутствует сразу несколько локаций: Лондон, деревня Дропстоун и забытый город Фолсенс, а также поезд, на котором путешествуют протагонисты. Третья часть разворачивается в якобы Лондоне будущего, а на деле — в построенной под землёй копии города. События пятой части происходят в городе Мон-д’Ор, а шестая — в нескольких разных локациях по всему миру.

### Персонажи
- Хершел Лейтон (яп. エルシャール・レイトン Эруся:ру Рэйтон, англ. Hershel Layton) — протагонист всей серии. Профессор археологии в вымышленном лондонском университете Грессенхеллер. Известен способностью хорошо решать головоломки. Из-за этого его часто приглашают к расследованию загадочных случаев, которым он занимается в каждой игре серии. Облик Лейтона состоит из высокой шляпы с красной ленточкой (которая стала одним из символов персонажа) и оранжевой кофты с тёмными пальто и брюками. Характер Лейтона наделён чертами стереотипного английского джентльмена: он манерен и учтив, а также сильно любит чай[33].
- Люк Трайтон (яп. ルーク・トライトン Ру:ку Торайтон, англ. Luke Triton) — ученик и помощник профессора Лейтона. Берёт пример со своего учителя, так как желает стать таким же джентльменом. Так же, как и профессор Лейтон, обожает головоломки. Хорошо ладит с животными, умеет общаться с ними[34].

## Продукция

### Игры
Серия Professor Layton включает в себя девять полноценных игр, из которых две являются спин-оффами — Layton Brothers: Mystery Room и Professor Layton vs. Phoenix Wright: Ace Attorney, кроссовер с серией Ace Attorney.
| Название                                                             | Название                                                             | Название | Платформа    | Дата выхода      | Дата выхода      |
| Американское                                                         | Европейское                                                          | Японское | Платформа    | В Японии         | Во всём мире     |
| -------------------------------------------------------------------- | -------------------------------------------------------------------- | --- | ------------ | ---------------- | ---------------- |
| Professor Layton and the Curious Village                             | Professor Layton and the Curious Village                             | Reiton-kyōju to Fushigi na Machi (яп. レイトン教授と不思議な町 Рэйтон-кё:дзю то фусиги на мати, букв. «Профессор Лейтон и загадочный городок»)                                   | Nintendo DS  | 15 февраля 2007  | 10 февраля 2008  |
| Professor Layton and the Diabolical Box                              | Professor Layton and Pandora’s Box                                   | Reiton-kyōju to akuma no hako (яп. レイトン教授と悪魔の箱 Рэйтон-кё:дзю то акума но хако, букв. «Профессор Лейтон и дьявольская шкатулка»)                                       | Nintendo DS  | 29 ноября 2007   | 24 августа 2009  |
| Professor Layton and the Unwound Future                              | Professor Layton and the Lost Future                                 | Reiton-kyōju to saigo no jikan ryokō (яп. レイトン教授と最後の時間旅行 Рэйтон-кё:дзю то сайго но дзикан рёко:, букв. «Профессор Лейтон и последнее путешествие во времени»)      | Nintendo DS  | 29 ноября 2008   | 12 сентября 2010 |
| Professor Layton and the Last Specter                                | Professor Layton and the Spectre's Call                              | Reiton-kyōju to majin no fue (яп. レイトン教授と魔神の笛 Рэйтон-кёдзю то мадзин но фуэ, букв. «Профессор Лейтон и дьявольская флейта»)                                           | Nintendo DS  | 26 ноября 2009   | 17 октября 2011  |
| Professor Layton and the Miracle Mask                                | Professor Layton and the Miracle Mask                                | Reiton-kyōju to kiseki no kamen (яп. レイトン教授と奇跡の仮面 Рэйтон-кё:дзю то кисэки но камэн, букв. «Профессор Лейтон и маска чудес»)                                          | Nintendo 3DS | 26 февраля 2011  | 28 октября 2012  |
| Layton Brothers: Mystery Room                                        | Layton Brothers: Mystery Room                                        | Reiton Burazāzu: Misuterī Rūmu (яп. レイトンブラザーズ・ミステリールーム Рэйтон бурадза:дзу мисутэри: ру:му)                                                                     | Android/iOS  | 21 сентября 2012 | 27 июня 2013     |
| Professor Layton vs. Phoenix Wright: Ace Attorney                    | Professor Layton vs. Phoenix Wright: Ace Attorney                    | Reiton-kyōju bui esu Gyakuten Saiban (яп. レイトン教授VS逆転裁判 Рэйтон кё:дзю VS гякутэн сайбан)                                                                                | Nintendo 3DS | 29 ноября 2012   | 29 августа 2014  |
| Professor Layton and the Azran Legacy                                | Professor Layton and the Azran Legacy                                | Reiton-kyōju to Chōbunmei Ē no Isan (яп. レイトン教授と超文明Aの遺産 Рэйтон кё:дзю то тё:бунмэй А но исан, букв. «Профессор Лейтон и наследие сверхцивилизации А»)               | Nintendo 3DS | 28 февраля 2013  | 28 февраля 2014  |
| Layton's Mystery Journey: Katrielle and the Millionaires' Conspiracy | Layton's Mystery Journey: Katrielle and the Millionaires' Conspiracy | Reiton Misuterī Jānī: Katorīeiru to Dai Fugō no Inbō (яп. レイトン ミステリージャーニー カトリーエイルと大富豪の陰謀 Рэйтон мисутэри: дзя:ни: Катори:эйру то дай фуго: но имбо:) | Nintendo 3DS | 20 июля 2017     | 6 октября 2017   |

#### Professor Layton and the Mansion of the Deathly Mirror
В 2008 году состоялся выход эксклюзивной для мобильных телефонов игры Professor Layton and the Mansion of the Deathly Mirror. Игра вышла только на территории Японии. По её сюжету, профессор Лейтон пытается разрешить тайну о смерти человека перед зеркалом, получившим известность как якобы смертельное. Игру получила положительные отзывы за «живой» визуальный стиль и сюжетную интригу, однако сейчас она недоступна, так как выпускалась на подписочных сервисах для телефонов.

#### Professor Layton Royale
Ещё одним эксклюзивом для японского рынка оказалась многопользовательская ролевая игра Professor Layton Royale. Она является кроссовером с игрой Kaito Royale. Игрок должен принять роль либо сыщика, либо вора, либо простого жителя Лондона. В зависимости от выбранного амплуа игрок должен будет стремиться к различным целям. Так, сыщикам требуется общаться с жителями, чтобы вести расследование, а преступникам — напротив, попытаться скрыться от глаз закона. Впоследствии игра была заменена на похожую — Professor Layton and the Phantom Thieves.

#### Professor Layton’s London Life
Совместно с четвёртой игрой серии, Professor Layton and the Last Spectre, в Японии, Северной Америке и Австралии распространялась бонусная игра, получившая название Professor Layton’s London Life. Это игра в жанрах RPG и симулятора жизни наподобие серии Animal Crossing, рассчитанная на более чем 100 часов геймплея. Задача игрока — зарабатывать деньги, выполняя поручения жителей городка и различную работу, и увеличивать свой авторитет и уровень счастья. В игре много отсылок на полноценные игры серии. Так, игроки приезжают в городок на поезде Molentary Express — одной из локаций второй части серии, Diabolical Box.

### Прочая продукция

#### Professor Layton and the Eternal Diva
Professor Layton and the Eternal Diva — полнометражный мультфильм, снятый по мотивам серии Professor Layton. Первый анонс фильма по франшизе произошёл на мероприятии Level-5 Vision 2008. В марте 2009 года открылся официальный сайт мультфильма, на котором были доступны два тридцатисекундных трейлера, а также раскрыто окончательное название. Премьера фильма состоялась 19 декабря 2009 года. Роли главных героев сохранились за актёрами из игр: Йо Ойдзуми в роли Лейтона и Маки Хорикита в роли Люка Трайтона. За первые две недели после премьеры фильм в японском прокате собрал более чем 2,5 миллиона долларов.

#### Аниме-сериал
Layton Mystery Tanteisha: Katori no Nazotoki File — телевизионный аниме-сериал, транслировавшийся на канале Fuji TV в 2018—2019 годах. Содержит в себе 50 эпизодов, в которых персонажи игры 2017 года Layton’s Mystery Journey расследуют различные загадочные случаи. Кроме Кэтриел и её помощника Эрнеста Гривса, в аниме появляются и протагонисты оригинальных игр — Хершел Лейтон и Люк Трайтон. Созданием сериала занималась компания Liden Films, а режиссёром выступил Сусуму Мицунака, известный по работе над аниме Haikyu!!.

#### Манга
В 2008 году вышла юмористическая манга по мотивам серии — Professor Layton and the Cheerful Mystery. Всего за 2008—2012 годы вышло четыре тома, которые сначала опубликовывались в журнале Bessatsu CoroCoro Comic, а затем были изданы отдельно.

## Критика
| Название игры                                         | Оценка на сайте Metacritic |
| ----------------------------------------------------- | -------------------------- |
| Professor Layton and the Curious Village              | 85 %                       |
| Professor Layton and the Diabolical Box/Pandora’s Box | 84 %                       |
| Professor Layton and the Unwound Future/Lost Future   | 86 %                       |
| Professor Layton and the Last Specter/Spectre’s Call  | 83 %                       |
| Professor Layton and the Miracle Mask                 | 82 %                       |
| Layton Brothers: Mystery Room                         | 75 %                       |
| Professor Layton vs. Phoenix Wright: Ace Attorney     | 79 %                       |
| Professor Layton and the Azran Legacy                 | 81 %                       |
| Layton’s Mystery Journey                              | 72 %                       |

Все игры серии получили «в основном положительные отзывы» по шкале оценок сайта Metacritic (за исключением Layton’s Mystery Journey, которая получила «смешанные или средние» оценки критиков).

### Основная серия
Обозреватели первой части, Professor Layton and the Curious Village, положительно отмечали сюжет и визуальную составляющую проекта. По словам Джеффа Герстмана, автора обзора для сайта Giant Bomb, игре было бы легко простить посредственный сюжет, но и в этом компоненте она выглядит хорошо: в сюжете достаточное количество поворотов, а развязка стоит того, чтобы до неё дойти. Смешение жанров (квеста и головоломки) было воспринято критиками неоднозначно. Так, рецензент портала GameSpot описал игру как «бесшовное слияние головоломок, приключений и увлекательной истории», а журналист сайта Game Informer, напротив, сказал, что два жанра не соединяются воедино должным образом.
Professor Layton and Pandora’s Box удостоилась похвалы критиков за улучшения некоторых элементов прошлой игры. Например, Джон Уокер в рецензии для сайта Eurogamer отмечал, что в Pandora’s Box появилось несколько полезных нововведений. Одним из них стала система заметок, которая сильно помогает при решении головоломок. Однако высказывались недовольство сюжетом игры: так, в обзоре на сайте GameSpy журналист Энтони Галлегос пишет: «История в Diabolical Box глупа настолько, что я бы не удивился, если бы в конце игры прикатил Скуби-Ду на своём „Фургончике Тайн“».
Professor Layton and the Lost Future стала самой выскооценённой игрой серии по данным сервиса Metacritic. Aerox, автор обзора на игру для проекта Destructoid, похвалил сюжет, назвав его «более серьёзным, чем в предыдущих играх», а последние сцены игры — «потрясающе трогательными». Он положительно оценил визуальную составляющую игры, в частности анимированные кат-сцены, которых стало больше, чем в прошлых частях серии. В качестве незначительного недостатка Aerox выделил использование в истории приёма «deus ex machina», но в дальнейшем он сказал, что «этого недостаточно, чтобы сильно покоробить впечатление ото всей игры». Также он отметил, что головоломки в Lost Future несколько проще в сравнении с предыдущими играми. На простоту загадок сетовал и Остин Бузингер, рецензент сайта Adventure Gamers. По его словам, они очень легки и похожи друг на друга. Бузингер пишет: «165 головоломок — очень впечатляющее число, но я бы предпочёл больший баланс — хотя бы парочку задачек, которые бы заставили меня вправду задуматься». Ещё одним важным минусом игры он назвал излишнюю спешку и перенасыщенность сюжета персонажами и событиями. По его мнению, это не соответствует духу игры. Тем не менее он посоветовал игру к прохождению, назвав её «добротной частью замечательной серии».
Professor Layton and the Spectre’s Call в основном характеризовалась как игра, в которой используются отполированные в предыдущих частях механики и приёмы без особых нововведений в устоявшуюся формулу. Журналист Нил Ронаган в материале для сайта Nintendo World Report оценил игру на 9 баллов из 10, положительно отметив неплохой сюжет и выверенные игровой процесс и графический стиль, за которые известна серия. Однако он нашёл мини-игры «далеко не самыми лучшими в серии», особенно режим с кукольным театром. Рецензент газеты The Telegraph Эштон Рейз посчитал игру «изживающей себя», так как она не предлагает ничего нового. Критик посетовал на то, что у Level-5 закончились идеи для головоломок, поэтому некоторые головоломки требуют делать предположения во время решения. По словам Рейза, «задачи на логику так не работают». Также критике подвергся и сюжет, «неплохо начинающийся, <…> но в последней трети идущий в не ту сторону».
Первая игра серии, вышедшая на Nintendo 3DS, Professor Layton and the Miracle Mask, получила достаточно положительный приём критиков. Так, обозреватель портала Nintendo Life Томас Уайтхед отмечал сюжет, «вобравший в себе всё, что так любимо фанатами: он полон человечности, своего шарма и порой даже трагичности». Также тёплых слов удостоился переработанный в 3D визуальный стиль, «так хорошо „оживляющий“ персонажей, что они зацепят кого угодно». Критик заметил и новую систему управления: в Miracle Mask, в отличие от предыдущих частей, нижний, сенсорный экран консоли выступает в роли карты, а локации располагаются сверху. Игрок должен осматривать локации при помощи лупы, меняющей цвет при наведении на объект, с которым можно взаимодействовать. По мнению Уайтхеда, это гораздо удобнее, чем старая система, при которой игрок должен был постоянно нажимать на нижний экран стилусом, чтобы найти что-то. В своём обзоре он выделил один недостаток — несбалансированность игрового процесса: некоторые отрезки игры перенасыщены головоломками и не уделяют внимания развитию сюжета, другие же отрывки, напротив, посвящены в основном истории. Майк Роуз, автор рецензии для сайта Pocket Gamer, нашёл игру более оригинальной, чем Spectre’s Call. На его взгляд, в новой игре была решена проблема с головомками: авторы привнесли в загадки больше новизны, а также придумали головоломки, основанные на анимациях, чего не было в предыдущих играх. Однако он отметил, что некоторые мини-игры не очень увлекательны.
Шестая часть франшизы, Professor Layton and the Azran Legacy, тоже была встречена положительно. Саймон Паркин в обзоре для сайта Eurogamer отмечал печальный тон игры: по его мнению, игра ощущается как концовка чего-то. Сюжетная составляющая игры в целом удостоилась похвалы критика. Он выделил ширину размаха истории, притом как и в смысле тематики игры, так и в географическом разнообразии. Также он отметил головоломки, ставшие более вписанными в мир игры. Задачки в том числе используются в геймплейном нововведении — стычках протагонистов с их врагами, группой людей под названием Таргент (англ. Targent), и Паркин посчитал эту механику «выдержанной в безумном темпе», но «не портящей более спокойную суть игры». В заключение рецензии он написал: «Несмотря на то что редкие серии игр подходят к концу с чувством „собственного достоинства“, Professor Layton встречает свою участь с высоко поднятой головой». Журналистка портала GameSpot Люси Инграм, в отличие от Паркина, отметила слабость сюжетной линии, написав, что история достигает своей кульминации в самом начале, а затем она «становится ужасной ношей». По её мнению, персонажи, второстепенные сюжетные линии и повествование скорее отвлекали и чувствовались «филлерными», чем участвовали в создании одной большой сюжетной арки. Ещё одним объектом её критики стало то, что головоломки не претерпели никаких изменений по сравнению с прошлой частью. Однако в целом она назвала задачки «более чем отличными» и в положительном ключе отметила сложность некоторых из них. По её мнению, разнообразие мини-игр также стало преимуществом Azran Legacy.
Layton’s Mystery Journey стала первой игрой серии, получившей «смешанные или средние» оценки критиков на сайте Metacritic. Критик портала RPGFan Трис Мендоза отметил, что игра, хотя и попыталась отойти от устоявшейся концепции серии, получилась хуже своих предшественниц. Критике подвергся сюжет, разделённый на эпизоды: по мнению Мендозы, сюжетные повороты чересчур предсказуемы, а задачи наподобие поиска сбежавшего животного нельзя сравнить с тем, что было основой сюжета предыдущих игр серии. Также критик посчитал головоломки чересчур простыми и никак не вписанными в игру: по его словам, «многие задачки впихнули игру просто ради того, чтобы они были». Ещё одним недостатком игры Мендоза назвал управление. Игра перекочевала на 3DS с мобильных устройств, поэтому Level-5 решила не давать выбор между управлением через стилус и через кнопки, оставив только стилус. Он пишет, что из-за такой системы управления после пятнадцати минут игры у него немела рука. Однако критик похвалил графику игры в целом и кат-сцены, «запечатляющие каждую особенность персонажей», а также работу со звуком — озвучивание и музыкальное сопровождение. Также отдельной похвалы удостоилась личность протагониста: по мнению Мендозы, Кэтриел получилась гораздо более сложным образом, чем её отец. Джек Эллин, обозреватель сайта Adventure Gamers, отмечал, что новый для серии тип повествования лишает сюжетную линию цельности, однако для портативного, мобильного формата разбитый на эпизоды сюжет воспринимается даже лучше. Тем не менее он также назвал историю чересчур упрощённой, легко забываемой. Ещё один недостаток игры — формулировки некоторых головоломок. По словам Эллина, их решение становится проблематичным из-за неудачно поставленного условия задачи. Некоторые головоломки, по мнению обозревателя, «заставляют скорее читать мысли разработчика, чем пытаться вывести решение». Эллин положительно отметил озвучивание и графическую составляющую игры, а также большое количество головоломок.

### Спин-оффы и прочая продукция
Layton Brothers: Mystery Room получила положительный приём за качественное звуковое сопровождение и хорошо прописанные диалоги. Так, обозреватель сайта Destructoid Тони Понс похвалил игру за то, что каждый из эпизодов можно завершить в один присест. Также он похвалил персонажей игры, каждый из которых имеет особый стиль речи и особенности поведения. Несмотря на то, что он отмечал простоту игры и отсутствие какой бы то ни было угрозы провалить дело, Понс нашёл игру «создающей достаточно напряжения, чтобы действия имели смысл». Журналист портала Game Informer Джо Джуба посчитал, что вовлечение в сюжет может быть трудным из-за «низких ставок». Однако взаимодействия с персонажами, по его мнению, достаточно хороши, чтобы игрок остался заинтересованным. Тем не менее Джуба отмечал, что отсутствие последствий за принимаемые игроком решения лишают Mystery Room драматичности, а дела зачастую следуют одному и тому же сценарию, что приводит к однообразию геймплея.
Рецензент сайта Nintendo World Report Даан Купман в обзоре на Professor Layton vs. Phoenix Wright: Ace Attorney похвалил «добротный» сюжет, визуальную и звуковую составляющие. По словам Купмана, персонажи, несмотря на в общем тёмный тон всей игры, оказались остроумными и вызывающими положительные эмоции. Также он отмечал, что время и роль персонажей в игре распределены равномерно, так что кроссовер ощущается и как игра из серии Ace Attorney, и как игра из серии Professor Layton. Частая смена перспективы (персонажа, которым управляет игрок), по мнению Купмана, добавляет динамичность, которая «просто работает». Геймплей также удостоился благосклонности критика: Купман пишет, что игровой процесс за Лейтона «соответствует ожиданиям», а судебная часть, где игрок управляет Фениксом Райтом, стала более новаторской из-за появления механики, где давать показания могут сразу несколько свидетелей одновременно. Однако он посетовал на простоту игрового процесса, отметив, что поначалу не чувствовал никакого вызова в начале. Журналист USgamer Майк Уилльямс, в отличие от Купмана, нашёл игру отдающей предпочтение Райту, хотя и отметил, что переключение между режимами происходит равным образом. Ему понравились анимации, созданные студией Bones, англоязычный дубляж и модели персонажей. Также он похвалил «забавные, остроумные» диалоги и сюжет, «имеющий повороты, которые ожидаешь от игры с Райтом».
Анимационный фильм Professor Layton and the Eternal Diva, по мнению обозревателя сайта Anime News Network Терона Мартина, стал «весёлым», «семейным по формату» фильмом. Он похвалил сюжет, «оказывающийся глубже, чем кажется», однако отметил, что, так как героям был нужен лишь один конкретный гость, большая часть действия становится бессмысленным: есть «гораздо более простые способы достать этого человека, особенно когда важно время». Персонажи и концепт происходящего на экране также удостоились лестных отзывов Мартина: он пишет, что в фильме присутствуют всевозможные фантастические сооружения (вроде оперы, на самом деле оказавшейся кораблём, или мехи в конце фильма), а персонажи позволяют «удерживать детей у экранов и не давать взрослым засыпать». Критике подверглось DVD-издание фильма, не включавшее в себе перевода титров в дублированной версии, а также дополнительного контента и трейлеров. 